# سونيا مانزانو فيلا
سونيا مانزانو فيلا هي عازفة بيانو وكاتِبة إكوادورية، ولدت في 27 فبراير 1947 في غواياكيل في الإكوادور.